# Liste der Monuments historiques in Donneville
Die Liste der Monuments historiques in Donneville führt die Monuments historiques in der französischen Gemeinde Donneville auf.

## Liste der Bauwerke
| Bezeichnung                              | Beschreibung              | Standort | Kennzeichnung | Schutzstatus | Datum | Bild           |
| ---------------------------------------- | ------------------------- | -------- | ------------- | ------------ | ----- | -------------- |
| Glockenturm der Kirche St-Pierre-St-Paul | Erbaut im 13. Jahrhundert | (Lage)   | PA00094325    | Classé       | 1993  | weitere Bilder |

## Liste der Objekte
- Monuments historiques (Objekte) in Donneville in der Base Palissy des französischen Kultusministeriums